# Mostro pazzo
Mostro pazzo (The Mad Monster) è un film horror fantascientifico del 1942 per la regia di Sam Newfield.
È un film a basso costo in bianco e nero che ha come protagonisti uno scienziato pazzo e un licantropo; è considerato un classico nel suo genere.
La storia narra di uno scienziato che, screditato dai suoi colleghi, si adopera per ucciderli dopo avere sviluppato una formula segreta per trasformare il suo giardiniere in un uomo lupo omicida.

## Trama
In una notte di luna in una palude avvolta nella nebbia, un lupo ulula. In un vicino laboratorio, il dottor Lorenzo Cameron sta prelevando del sangue da un lupo in gabbia. Legato a un tavolo giace l'ingenuo ma robusto giardiniere del dottor Cameron, Petro, che è il soggetto dell'esperimento del medico. Il dottor Cameron inietta un siero a base di sangue di lupo nel consenziente Petro, che perde coscienza, sviluppando pelliccia e zanne e risvegliandosi dopo essersi completamente trasformato in un uomo lupo.
Il dottor Cameron passa poi a un tavolo vuoto dove s'immagina siano seduti i suoi ex colleghi, quattro professori che avevano ridicolizzato la sua teoria che le trasfusioni di sangue di lupo avrebbero potuto essere utilizzate per conferire a un essere umani dei tratti di lupo. Egli ricorda come la comunità scientifica, la stampa e il pubblico si fossero uniti in un coro per metterlo in ridicolo, il che costò a Cameron la sua cattedra presso l'Università.
Rivolgendosi agli immaginari colleghi, Cameron dichiara di voler conferire i poteri del lupo all'esercito, per aiutare la nazione nella guerra in corso. Quando i professori lo scherniscono, Cameron afferma che la sua proposta non ha più importanza, dal momento egli potrà fare in modo che il suo uomo lupo uccida i suoi ex colleghi. Lo scienziato folle quindi somministra un antidoto a Petro che lo trasforma di nuovo in un essere umano; il giardiniere non ricorda nulla.
La notte seguente, Cameron trasforma nuovamente Petro in lupo e lo invia alla palude. Prima che la notte sia finita, Petro è entrato in una casa vicina e ucciso una bambina. Quando Cameron sente del destino della bambina, capisce che la sua formula funziona. Si rivolge quindi alla sua vera priorità, distruggere gli scienziati che hanno rovinato la sua carriera. In seguito, quanto più lo scienziato provoca le trasformazioni nel giardiniere, tanto più i risultati diventano imprevedibili.
Lenora, la figlia di Cameron, è sentimentalmente legata a Tom Gregory, un giornalista che sta indagando sulla morte della bambina. Mentre i professori vengono uccisi a uno a uno, Gregory comincia a sospettare che Cameron sia dietro gli strani omicidi.
Cameron e la figlia con Tom sono in casa quando inizia un temporale e un fulmine provoca un incendio nel laboratorio. Lenora e Tom fuggono dalla residenza dopo avere incontrato Petro in forma di lupo. Petro si ribella contro Cameron e lo uccide, poco prima che il fuoco faccia crollare l'edificio su entrambi.

## Produzione
La produzione, come le altre della Producers Releasing Corporation (PRC), aveva a disposizione un budget molto basso e la pellicola sarebbe stata realizzata in cinque giorni. Fu l'unico film della PRC con un uomo lupo.
Il trucco dell'uomo-lupo è opera di Harry Ross.

## Distribuzione
Fu distribuito nelle sale degli Stati Uniti dal 15 maggio 1942 dopo essere uscito in anteprima l'8 maggio.
Venne distribuito in Inghilterra soltanto dieci anni più tardi, nel 1952, con divieto ai minori, "una volta superata la preoccupazione che potesse portare cattiva pubblicità alla tecnica medica della trasfusione di sangue."
Il film è entrato nel pubblico dominio.

## Critica
Il film fu accolto da una pioggia di critiche. In seguito è comunque stata considerata come un classico dei "B-movie", tanto da essere oggetto della puntata n.103 della trasmissione televisiva Mystery Science Theater 3000.
Fantafilm scrive che si tratta di un "altro film sul dottore pazzo che non distingue tra vendette personali e progresso scientifico e grandezza della nazione. L'idea di un esercito di licantropi schierato contro Hitler è originalmente folle, ma il film (come il suo protagonista) preferisce la soluzione horror a quella fanta-militare. La pellicola è tipica della PRC [...]"